# ウドーンターニー県

ウドーンターニー県
จังหวัดอุดรธานี

- この項目は英語版を元に作成されています。

ウドーンターニー県（ウドーンターニーけん、タイ語:จังหวัดอุดรธานี）はタイ・東北部の県（チャンワット）の一つ。ノーンカーイ県、サコンナコーン県、カーラシン県、コーンケン県、ノーンブワラムプー県、ルーイ県と接する。日本語表記ではウドンターニー県ともいわれる。

## 地理
ウドーンターニー県はコーラート台地の中央部に位置する。

## 歴史
ユネスコの世界遺産に登録された、青銅器時代の遺跡・バーンチエンはウドーンターニー市内（県庁所在地）から約47km離れた地点にある。ここに遺跡があったと言うことは、つまり、この地方では農業が発達していたと言うことである。現在でもウドーンターニーの農業は乾燥した気候を特徴とするイーサーン（東北部）にあって、にぎわいを見せる珍しい例である。この農業経済の発展は60年代のベトナム戦争時、アメリカが軍事基地を置く絶好の条件となった（ただし、イーサーンの共産化を危惧したタイ政府のアメリカ軍に対する優遇という面も考えられる）。（映画・エア★アメリカに詳しい）
アメリカ軍は1976年に基地をタイ軍に返還した。しかし、ウドーンターニーに軍事基地があったことでこの地域にある種の変化をもたらした。ウドーンターニー県民は米軍の接待のため英語を精力的に学んだことである。これはこの地域の国際性を高めた。元々イーサーン地帯が貧困をたびたび被っていた地帯であることから、バンコクなどへの出稼ぎが多いが、ウドーンターニー県民の場合、英語を話すことが出来たので中東の油田など、海外への出稼ぎが可能になったのである（ただし、新たな世代の英語の使用可程度は他の地域と同じ程度である）。また米軍基地があったことによりこの地域とアメリカのつながりが生まれた。

## 交通
- ウドーンターニー国際空港

## 放送

### 中波放送
- 局名:NBC
- 周波数:684 kHz(5 kW),747 kHz(5 kW),774 kHz(5 kW),1089 kHz(10 kW)

### 短波中継所
- アメリカの声 (VOA)とラジオ・タイランド国際放送の短波中継所であるIBB Thailand Transmitting Stationはバーンドゥン郡（英語版）にある。

## 県章

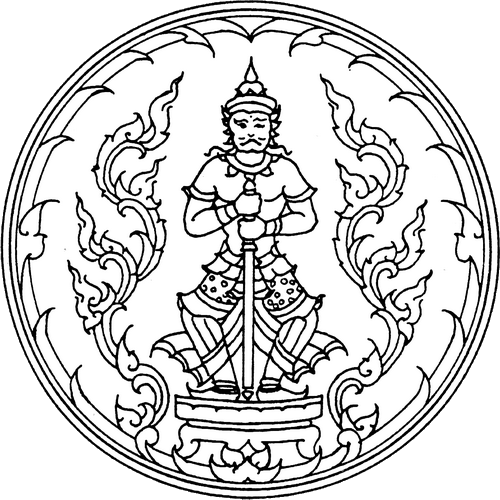
県章

|  | 県章には北方神・毘沙門天が描かれている。 県木は Shorea obtusa、県花はハナモツヤクノキ（Butea monosperma） |

## 行政区分
ウドーンターニー県は20の郡（アムプー）に分かれ、さらにその下位に155の町（タムボン）と1682の村（ムーバーン）がある。なお、以下の郡のリストで欠番の12-16番は現在ノーンブワラムプー県となっている郡である。
| ウドーンターニー県の郡 | 1. ムアンウドーンターニー郡 2. クットチャップ郡 3. ノーンウワソー郡 4. クムパワーピー郡 5. ノーンサアート郡 6. ノーンハーン郡 7. トゥンフォン郡 8. チャイワーン郡 9. シータート郡 10. ワンサームモー郡 11. バーンドゥン郡 | 1. バーンプー郡 2. ナムソーム郡 3. ペン郡 4. サーンコーム郡 5. ノーンセーン郡 6. ナーユーン郡 7. ピブーンラック郡 8. クーケーオ郡 9. プラチャックシンラパーコム郡 |